# Rue Henry-de-La-Vaulx
La rue Henry-de-La-Vaulx est une voie du 16e arrondissement de Paris, en France.

## Situation et accès
La rue Henry-de-La-Vaulx est une voie publique située dans le 16e arrondissement de Paris. Elle débute à la rencontre du quai du Point-du-Jour et du quai Saint-Exupéry et se termine avenue Dode-de-la-Brunerie.
Cette voie n'est pas à proprement parler une rue. Il s'agit en effet d'une voie réservée aux automobiles reliant l'avenue Georges-Lafont au quai Saint-Exupéry. On y trouve sur le premier tronçon une bifurcation avec une bretelle qui mène au périphérique extérieur, et dans la seconde partie, une jonction avec une bretelle de sortie en provenance du périphérique extérieur.

## Origine du nom
Elle porte le nom du comte Henry de La Vaulx (1870-1930), fondateur de l'Aéro-Club de France.

## Historique
Cette voie ouverte sous le nom provisoire de « voie AM/16 » prend sa dénomination par un arrêté municipal du 9 septembre 1980.